# Osmanska Grčija
Velika večina ozemlja današnje Grčije je bila v nekem trenutku vključena v Osmansko cesarstvo. Obdobje osmanske vladavine v Grčiji, ki je trajalo od sredine 15. stoletja do uspešne grške vojne za neodvisnost, ki je izbruhnila leta 1821 in je bila leta 1822 razglašena Prva Helenska republika, je v Grčiji znano kot turkokracija (grško Τουρκοκρατία, Tourkokratia 'turška vladavina'). Nekatere regije, kot so Jonski otoki in različne začasne beneške posesti Stato da Mar, niso bile vključene v Osmansko cesarstvo. Polotok Mani na Peloponezu ni bil popolnoma vključen v Osmansko cesarstvo, ampak je bil pod osmansko suverenostjo.
Vzhodno rimsko cesarstvo, ki je več kot 1100 let vladalo večini grško govorečega sveta, je bilo usodno oslabljeno od četrte križarske vojne leta 1204. Potem ko so premagali Srbe, so Osmani leta 1453 zavzeli Konstantinopel in kmalu napredovali proti jugu ter leta 1456 zavzeli Atene in leta 1460 Peloponez. Do začetka 16. stoletja so bili vsi deli celinske Grčije in večina Egejskih otokov v osmanskih rokah, razen več pristaniških mest, ki so jih še imeli Benečani (zlasti Navplij, Monemvazija, Parga in Metone). Gore v Grčiji so ostale večinoma nedotaknjene in so bile zatočišče za Grke, ki so želeli pobegniti iz osomanske vladavine in se vključiti v gverilsko vojno. Kiklade so priključili Osmani leta 1579, čeprav so bili od leta 1530 pod vazalnim statusom. Ciper je padel leta 1571, Benečani pa so do leta 1669 obdržali Kreto. Jonskim otokom nikoli niso vladali Osmani, razen Kefalonije (od 1479 do 1481 in od 1485 do 1500), vendar so ostali pod oblastjo Benetk. Na Jonskih otokih se je z ustanovitvijo Republike sedmih otokov leta 1800 rodila moderno grško državnost.
Osmanska Grčija je bila večetnična družba, čeprav osmanski sistem milletov ni ustrezal sodobnemu pojmovanju multikulturalizma. Grki so dobili nekaj privilegijev in svobode, trpeli pa so tudi zaradi zlorab administrativnega osebja, nad katerim je imela centralna vlada le oddaljen in nepopoln nadzor. Kljub izgubi politične neodvisnosti so Grki ostali prevladujoči na področju trgovine in poslovanja. Zaradi utrditve osmanske oblasti v 15. in 16. stoletju je Sredozemlje postalo varno za grški ladijski promet, grški ladjarji pa so postali pomorski prevozniki cesarstva in ustvarili ogromne dobičke. Po osmanskem porazu v bitki pri Lepantu so grške ladje pogosto postale tarča napadov katoliških (zlasti španskih in malteških) piratov.
Petstoletno obdobje osmanske vladavine je močno vplivalo na grško družbo, saj so se pojavile nove elite. Grška veleposestniška aristokracija, ki je tradicionalno prevladovala v Bizantinskem cesarstvu, je doživela tragično usodo in je bila skoraj popolnoma uničena. Nov vodilni razred v osmanski Grčiji so bili prokritoi, ki so jih Osmani imenovali kocabaşis (lokalni krščanski veljaki). V bistvu so bili birokrati in pobiralci davkov in so si pridobili negativen sloves zaradi korupcije in nepotizma. Po drugi strani so fanarioti postali ugledni v cesarski prestolnici Konstantinoplu kot poslovneži in diplomati, Grška pravoslavna cerkev in ekumenski patriarh pa sta se pod sultanovim varstvom povzpela do velike moči in pridobila verski nadzor nad vsem pravoslavnim prebivalstvom cesarstva, ne glede na to ali je govorilo grško, albansko, latinsko ali slovansko.

## Osmanska ekspanzija
Po padcu Konstantinopla v roke Osmanov leta 1453 je bila Morejska despotovina zadnji ostanek Bizantinskega cesarstva, ki se je uprl Osmanom. Vendar pa je leta 1460 padla v roke Osmanov, s čimer je bila dokončana osvojitev celinske Grčije.
Medtem ko je bila večina celinske Grčije in Egejskih otokov do konca 15. stoletja pod osmanskim nadzorom, sta Ciper in Kreta ostala beneško ozemlje in nista pripadla Osmanom do leta 1571 in 1670. Edini del grško govorečega sveta, ki je bil nikoli pod osmansko oblastjo Jonski otoki, ki so ostali beneški do leta 1797. Krf je zdržal tri velika obleganja v 1537, 1571 in 1716, kar je vse povzročilo odgon Osmanov.
Druga območja, ki so ostala del beneške države Stato da Màr, vključujejo Navplij in Monemvazijo do leta 1540, vojvodstvo arhipelaga s središčem na otokih Naksos in Paros do leta 1579, Sifnos do leta 1617 in Tinos do leta 1715.
- Vstop sultana Mehmeda II. v Konstantinopel
- Osmanski janičarji in branilci vitezov sv. Janeza pri obleganju Rodosa (1522)
- Bitka pri Prevezi (1538) Ohannesa Umeda Behzada
- Bitka pri Lepantu (1571) je Osmanom preprečila nadaljnjo širitev
- Obleganje Kandije (1648-1669)

## Osmanska vladavina
Utrditvi osmanske vladavine sta sledila dva različna trenda grškega preseljevanja. Prvi je vključeval grške intelektualce, kot so Ivan Bessarion, Georgij Gemist Pleton in Marcos Mousouros, ki so se selili v druge dele zahodne Evrope in vplivali na nastop renesanse (čeprav je obsežna migracija Grkov v druge dele Evrope, predvsem na italijansko univerzo mesta, se je začela veliko prej, po križarskem zavzetju Konstantinopla.) Ta trend je vplival tudi na ustvarjanje sodobne grške diaspore.
Druga je vključevala Grke, ki so zapustili ravnice grškega polotoka in se ponovno naselili v gorah, kjer so Osmani zaradi razgibane pokrajine težko vzpostavili vojaško ali upravno prisotnost.

### Administracija
Sultan je sedel na vrhu vlade Osmanskega cesarstva. Čeprav je imel znake absolutnega vladarja, je bil dejansko vezan na tradicijo in konvencije. Za osmansko vladavino provinc sta bili značilni dve glavni funkciji. Lokalni upravitelji v provincah so morali vzdrževati vojaško ustanovo in pobirati davke. Vojaška ustanova je bila fevdalnega značaja. Sultanovi konjenici je bila dodeljena zemlja, bodisi velika ali majhna, glede na čin posameznega konjenika. Vsem nemuslimanom je bilo prepovedano jahati konja, kar je otežilo potovanje. Osmani so Grčijo razdelili na šest sandžakov, od katerih je vsakemu vladal sandžakbeg, odgovoren sultanu, ki je leta 1453 ustanovil svojo prestolnico v Konstantinoplu.
Osvojena dežela je bila razdeljena osmanskim vojakom, ki so jo imeli kot fevdalne fevde (timar in ziamet) neposredno pod sultanovo oblastjo. Te zemlje ni bilo mogoče prodati ali podedovati, temveč je bila vrnjena v sultanovo last, ko je lastnik fevda (timariot) umrl. V času svojega življenja so služili kot konjeniki v sultanovi vojski in dobro živeli od prihodkov svojih posestev, saj so zemljo večinoma obdelovali lokalni kmetje. Številni osmanski timarioti so bili potomci predosomanskega krščanskega plemstva in so po osvojitvi Balkana prisegli zvestobo Osmanom. Spreobrnitev v islam ni bila pogoj in še v 15. stoletju je bilo znano, da so številni timarioti kristjani, čeprav se je njihovo število sčasoma postopoma zmanjševalo.
Osmani so v bistvu postavili ta fevdalni sistem tik nad obstoječim sistemom kmečke posesti. Kmetje so ostali v posesti lastne zemlje in njihova posest na zemljišču je ostala dedna in neodtujljiva. Tudi osmanska vlada kmetu nikoli ni naložila vojaške službe. Vsem nemuslimanom je bilo teoretično prepovedano nositi orožje, vendar se to ni upoštevalo. Dejansko je v regijah, kot je Kreta, skoraj vsak človek nosil orožje.
Grške krščanske družine pa so bile predmet sistema brutalnega prisilnega vpoklica, znanega kot devširme (krvni davek). Osmani so zahtevali, da se moški otroci iz krščanskih kmečkih vasi vpokličejo in vpišejo v enote janičarjev za vojaško urjenje v sultanovi vojski. Takšno novačenje je bilo občasno, delež vpoklicanih otrok pa se je od regije do regije razlikoval. Praksa se je večinoma končala do sredine 17. stoletja.
V osmanskem sistemu vladanja je bila grška družba hkrati spodbujana in omejevana. Z eno roko je turški režim dajal privilegije in svobodo svojim podložnim ljudem; z drugo pa je uvedel tiranijo, ki je izhajala iz zlorab njenega upravnega osebja, nad katerim je izvajala le oddaljen in nepopoln nadzor. Pravzaprav so bili »raja« potlačeni in izpostavljeni muhavosti turške uprave in včasih grškim veleposestnikom. Izraz raja je začel označevati deprivilegirano, obdavčeno in socialno manjvredno prebivalstvo.

### Religija
Sultan je imel ekumenskega patriarha Grške pravoslavne cerkve za voditelja vseh pravoslavnih, Grkov ali ne, znotraj cesarstva. Patriarh je bil sultanu odgovoren za dobro obnašanje pravoslavnega prebivalstva, v zameno pa je dobil široka pooblastila nad pravoslavnimi skupnostmi, vključno z negrškimi slovanskimi narodi. Patriarh je nadzoroval sodišča in šole ter Cerkev v vseh grških skupnostih cesarstva. Zaradi tega so pravoslavni duhovniki skupaj z lokalnimi magnati, imenovanimi Prokritoi ali Dimogerontes, postali učinkoviti vladarji grških mest. Nekatera grška mesta, kot sta Atene in Rodos, so ohranila občinsko samoupravo, druga pa so bila pod osmanskim guvernerjem. Več območij, kot so polotok Mani na Peloponezu ter deli Krete (Sfakia) in Epir, so ostali tako rekoč neodvisni.
Patriarhat v Konstantinoplu je na splošno ostal zvest Osmanom pred zahodnimi grožnjami (kot na primer med uporom Dionizija Skilosofskega itd.) Pravoslavna cerkev je močno pomagala pri ohranjanju grške dediščine in pripadnost grški pravoslavni veri je postajala vse bolj znamenje grške narodnosti.
Praviloma Osmani od Grkov niso zahtevali, da postanejo muslimani, čeprav so mnogi to storili na površinski ravni, da bi se izognili socialno-ekonomskim težavam osmanske vladavine ali zaradi domnevne pokvarjenosti grške duhovščine. Regije Grčije, ki so imele največjo koncentracijo osmanskih grških muslimanov, so bile Makedonija, zlasti Vallaades, sosednji Epir in Kreta (glej Kretski muslimani). V skladu z logiko mileta so bili grški muslimani kljub temu, da so pogosto ohranili elemente svoje grške kulture in jezika, klasificirani preprosto kot 'muslimani', čeprav je večina grških pravoslavnih kristjanov menila, da so se 'poturčili' in jih je zato videla kot izdajalce svojega izvirnika etno-verske skupnosti.
Nekateri Grki so postali novi mučeniki, kot na primer sveti Efraim Neomučenik ali sveti Dimitrij Neomučenik, medtem ko so drugi postali kriptokristjani (grški muslimani, ki so bili skrivni praktiki grške pravoslavne vere), da bi se izognili visokim davkom in na istočasno izražajo svojo identiteto z ohranjanjem svojih skrivnih vezi z grško pravoslavno cerkvijo. Kriptokristjani so uradno tvegali, da bodo ubiti, če bi jih ujeli pri prakticiranju nemuslimanske vere, ko bi se spreobrnili v islam. Obstajali so tudi primeri Grkov iz teokratskega ali bizantinskega plemstva, ki so sprejeli islam, kot sta Janez Tzelep Komnen in Misac Paleolog Paša.
Obravnava krščanskih podanikov se je pod vladavino osmanskih sultanov zelo razlikovala. V zgodnjem osmanskem obdobju je Bajazid I. po mnenju bizantinskega zgodovinarja svobodno sprejemal kristjane v svojo družbo, medtem ko je poskušal povečati svoje cesarstvo. Pozneje, čeprav je turški vladar poskušal pomiriti lokalno prebivalstvo z obnovo mirnodobne vladavine prava, je tudi krščansko prebivalstvo postalo podvrženo posebnim davkom in davkom krščanskih otrok osmanski državi, da bi nahranili vrste janičarskega korpusa. Nasilno preganjanje kristjanov je kljub temu potekalo pod vladavino Selima I. (1512-1520), znanega kot Selim Surovi, ki je poskušal iztrebiti krščanstvo iz Osmanskega cesarstva. Selim je ukazal zaplembo vseh krščanskih cerkva, in medtem ko je bil ta ukaz kasneje preklican, so bili kristjani v njegovem obdobju močno preganjani.

### Obdavčitev indavek otrok
Grki so plačevali zemljiški davek in visok davek na trgovino, ki je izkoriščala bogate Grke za polnjenje državne blagajne. Grki so, tako kot drugi kristjani, morali plačevati tudi džizijo ali islamski davek, ki so ga morali plačati vsi nemuslimani v cesarstvu namesto zekata, ki ga morajo muslimani plačati kot del 5 stebrov islama. Neplačilo džizje bi lahko povzročilo, da bi obljuba o zaščiti kristjanovega življenja in premoženja postala neveljavna, soočena z alternativami spreobrnitve, zasužnjenja ali smrti.
Tako kot v preostalem delu Osmanskega cesarstva so morali Grki ves čas nositi potrdilo o plačilu džizje ali pa so bili zaprti. Večini Grkov ni bilo treba služiti v sultanovi vojski, toda mladi fantje, ki so bili odpeljani in spreobrnjeni v islam, so morali služiti v osmanski vojski. Poleg tega so dekleta jemali, da bi služile kot odaliske v haremih.
Te prakse se imenujejo davek otrok (devširmeh) (v grščini παιδομάζωμα paidomazoma, kar pomeni 'zbiranje otrok'), pri čemer je morala vsaka krščanska skupnost dati enega od petih sinov, da bi bil vzgojen kot musliman in vpisan v korpus Janičarji, elitne enote osmanske vojske. Bilo je veliko odpora proti temu. Grška folklora na primer pripoveduje o materah, ki pohabljajo svoje sinove, da bi se izognile ugrabitvi. Kljub temu je vstop v korpus (ki ga je spremljal spreobrnitev v islam) ponudil grškim fantom možnost, da napredujejo vse do guvernerja ali celo velikega vezirja.
Nasprotovanje grškega prebivalstva obdavčitvi oziroma payomazomi je imelo resne posledice. Na primer, leta 1705 je bil osmanski uradnik poslan iz Naousse v Makedoniji, da bi poiskal in vpoklical nove janičarje, grški uporniki, ki so se upirali bremenu devširmeha, pa so ga ubili. Upornike so nato obglavili in njihove odsekane glave razstavili v mestu Solun. V nekaterih primerih so se tega močno bali, saj bi se morale grške družine pogosto odreči lastnim sinovom, ki bi se spreobrnili in se pozneje vrnili kot njihovi zatiralci. V drugih primerih so družine podkupovale uradnike, da so svojim otrokom zagotovili boljše življenje kot državni uradniki.

### Vpliv na tradicijo
Po 16. stoletju so nastale številne grške ljudske pesmi (dimotika), ki so jih navdihnili način življenja Grkov, razbojniki in oboroženi spopadi v stoletjih osmanske vladavine. Kleftske pesmi (grško: Κλέφτικα τραγούδια) ali balade so podzvrst zvrsti grške ljudske glasbe in so tematsko usmerjene na življenje kleptov. Pomembni konflikti so bili ovekovečeni v več ljudskih pripovedkah in pesmih, kot je epska balada To tragoudi tou Daskalogianni iz leta 1786 o odporniškem vojskovanju pod Daskalogiannisom.

## Pojav grškega nacionalizma
V 18. stoletju so osmanska zemljiška posestva, ki so bila prej fevdi neposredno v lasti sultana, postala dedna posest (čiflik), ki se je lahko prodala ali zapustila dedičem. Novi razred osmanskih veleposestnikov je dotlej svobodne grške kmete omejil na suženjstvo, kar je vodilo v nadaljnjo revščino in upadanje prebivalstva na ravnicah.
Po drugi strani pa se je položaj izobraženih in privilegiranih Grkov znotraj Osmanskega cesarstva v 17. in 18. stoletju močno izboljšal. Od poznega leta 1600 so Grki začeli zapolnjevati nekatere najvišje in najpomembnejše urade v osmanski državi. Fanarioti, razred bogatih Grkov, ki so živeli v okrožju Fanar v Konstantinoplu, so postajali vse močnejši. Njihova potovanja v zahodno Evropo kot trgovci ali diplomati so jih pripeljala v stik z naprednimi idejami liberalizma in nacionalizma, med fanarioti pa se je rodilo moderno grško nacionalistično gibanje. Na mnoge grške trgovce in popotnike so vplivale ideje francoske revolucije in nova doba grškega razsvetljenstva se je začela na začetku 19. stoletja v številnih grških mestih in krajih pod osmansko vladavino.
Grški nacionalizem so spodbujali tudi agenti Katarine Velike, pravoslavne vladarice Ruskega cesarstva, ki je upala pridobiti osmansko ozemlje, vključno s samim Konstantinoplom, s spodbujanjem krščanskega upora proti Osmanom. Toda med rusko-otomansko vojno, ki je izbruhnila leta 1768, se Grki niso uprli in s tem razočarali svoje ruske pokrovitelje. Pogodba iz Kučuk-Kainarji (1774) je dala Rusiji pravico, da daje zastopke sultanu v obrambo svojih pravoslavnih podložnikov, Rusi pa so se začeli redno vmešavati v notranje zadeve Osmanskega cesarstva. To je skupaj z novimi idejami, ki jih je sprostila francoska revolucija leta 1789, začelo ponovno povezovati Grke z zunanjim svetom in pripeljalo do razvoja aktivnega nacionalističnega gibanja, enega najnaprednejših tistega časa.
Grčija je bila obrobno vpletena v napoleonske vojne, vendar je imela ena epizoda pomembne posledice. Ko so Francozi pod vodstvom Napoleona Bonaparta leta 1797 zavzeli Benetke, so pridobili tudi Jonske otoke in tako končali štiristoto leto beneške vladavine nad Jonskimi otoki. Otoki so bili povzdignjeni v status francoske odvisnosti, imenovane Septinsular Republic, ki je imela lokalno avtonomijo. To je bilo prvič, da so Grki sami vladali po padcu Trebizonda leta 1461.
Med tistimi, ki so imeli položaj na otokih, je bil Joanis Kapodistrias, ki mu je bilo usojeno, da postane prvi voditelj neodvisne Grčije. Do konca napoleonskih vojn leta 1815 se je Grčija znova dvignila iz stoletne izolacije. Britanski in francoski pisatelji in umetniki so začeli obiskovati državo, premožni Evropejci pa so začeli zbirati grške starine. Ti filheleni naj bi igrali pomembno vlogo pri mobilizaciji podpore za grško neodvisnost.

### Upori pred letom 1821
Grki v različnih krajih grškega polotoka so se včasih dvignili proti osmanski vladavini, predvsem ob izkoriščanju vojn, v katere se je vključilo Osmansko cesarstvo. Ti upori so bili mešanega obsega in vpliva. Med osmansko-beneško vojno (1463–1479) sta brata Maniot Kladas, Krokodelos in Epifani, vodila tolpe stratiotov v imenu Benetk proti Turkom na južnem Peloponezu. Vardunijo in njihova ozemlja so prevzeli v beneško posest, Epifani pa je nato deloval kot guverner.
Pred in po zmagi Svete lige leta 1571 v bitki pri Lepantu je na polotoku izbruhnila vrsta spopadov, na primer v Epiru, Fokidi (zapisano v kroniki Galakseidi) in na Peloponezu, ki so jih vodili bratje Melisinos in drugi. Naslednje leto so jih razbili. Po vsej regiji so se zgodili kratkotrajni upori lokalne ravni, kot so tisti, ki jih je vodil metropolitski škof Dionizij Filozof v Tesaliji (1600) in Epiru (1611).
Med kandijsko vojno (1645–1669) so Manioti pomagali Francescu Morosiniju in Benečanom na Peloponezu. Grške neregularne enote so pomagale Benečanom tudi med morejsko vojno pri njihovih operacijah v Jonskem morju in na Peloponezu.
Velika vstaja v tem obdobju je bil Orlov upor (grško: Ορλωφικά), ki je potekal med rusko-turško vojno (1768–1774) in je sprožil oborožene nemire tako na grški celini kot na otokih. Leta 1778 je grška flota sedemdesetih ladij, ki jo je sestavil Lambros Katsonis, ki je nadlegovala turške eskadre v Egejskem morju, zavzela otok Kastelorizo in se s turško floto ukvarjala v pomorskih bitkah do leta 1790.

### Grška vojna za neodvisnost
Tajna grška nacionalistična organizacija, imenovana Prijateljska družba ali Družba prijateljev (Filiki Eteria), je bila ustanovljena v Odesi leta 1814. Člani organizacije so načrtovali upor s podporo bogatih grških izgnanskih skupnosti v Veliki Britaniji in Združenih državah Amerike. Pridobili so tudi podporo simpatizerjev v zahodni Evropi, pa tudi prikrito pomoč iz Rusije. Organizacija je za vodjo načrtovanega upora zagotovila Kapodistria, ki je po odhodu z Jonskih otokov postal ruski zunanji minister. 25. marca (zdaj dan grške neodvisnosti) 1821 je pravoslavni škof Germanos iz Patrasa razglasil narodno vstajo. Osmani so kot maščevanje orkestrirali pokol v Konstantinoplu leta 1821 in podobne pogrome v Smirni.
Hkratne vstaje so bile načrtovane po vsej Grčiji, vključno z Makedonijo, Kreto in Ciprom. Z začetno prednostjo presenečenja, podprto z osmansko neučinkovitostjo in osmanskim bojem proti Ali paši iz Tepelena, je Grkom uspelo zavzeti Peloponez in nekatera druga področja. Nekatere od prvih grških akcij so bile izvedene proti neoboroženim otomanskim naselbinam, pri čemer je bilo približno 40 % turških in albanskih muslimanskih prebivalcev Peloponeza neposredno pobitih, ostali pa so pobegnili z območja ali bili deportirani.
Osmani so si opomogli in se maščevali z divjim pobojem grškega prebivalstva na Hiosu in drugih mestih. To je delovalo v njihovo škodo, saj je izzvalo nadaljnjo naklonjenost Grkom v Veliki Britaniji in Franciji. Grki niso mogli vzpostaviti močne vlade na območjih, ki so jih nadzorovali in so se začeli spopadati med seboj. Neuspešni spopadi med Grki in Osmani so se nadaljevali do leta 1825, ko je sultan poslal močno floto in vojsko, ki so bili večinoma beduini in nekateri Sudanci iz Egipta pod vodstvom Ibrahim paše, da zatrejo revolucijo in mu obljubili vladavino Peloponeza, vendar so bili na koncu poraženi v bitki pri Navarinu leta 1827.
Grozodejstva, ki so spremljala to ekspedicijo, skupaj s sočutjem, ki ga je vzbudila smrt pesnika in vodilnega filhelenskega lorda Byrona v Messolongiju leta 1824, so na koncu privedle do posredovanja velikih sil. Oktobra 1827 so britansko, francosko in rusko ladjevje na pobudo lokalnih poveljnikov, a s tihim soglasjem svojih vlad, v bitki pri Navarinu uničile osmansko floto. To je bil odločilni trenutek v osamosvojitveni vojni.
Oktobra 1828 so Francozi izkrcali čete na Peloponezu, da bi ga evakuirali pred Ibrahimovo vojsko, medtem ko je bila Rusija od aprila v vojni proti Osmanom. Pod njihovo zaščito so se Grki lahko reorganizirali, oblikovali novo vlado in premagali Osmane v bitki pri Petri, zadnji bitki vojne. Nato so napredovali, da bi zavzeli čim več ozemlja, preden so zahodne sile uvedle premirje.
Konferenca v Londonu leta 1830 je predlagala popolnoma neodvisno grško državo (in ne avtonomno, kot je bilo predlagano prej). Končne meje so bile določene med Londonsko konferenco leta 1832, pri čemer je severna meja potekala od Arte do Volosa in je med otoki vključevala le Evbojo in Kiklade. Grki so bili nad temi omejenimi mejami razočarani, vendar se niso mogli upreti volji Britanije, Francije in Rusije, ki so močno prispevale k grški neodvisnosti. S konvencijo z dne 11. maja 1832 je bila Grčija končno priznana kot suverena država.
Kapodistria, ki je bil grški guverner od leta 1828, je oktobra 1831 umorila družina Mavromichalis. Da bi preprečile nadaljnje poskuse z republiško vlado, so velike sile, zlasti Rusija, vztrajale, da mora biti Grčija monarhija, in za prvega kralja je bil izbran bavarski princ Otto.